# Ramal de mercaderies de Can Tunis
El ramal de mercaderies de Can Tunis és un ramal de ferrocarril de 17,6 quilòmetes, per al transport de mercaderies, que parteix de Castellbisbal a la bifurcació Llobregat i acaba a Can Tunis. El ramal compta amb doble via mixta apta per a trens d'ample ibèric i estàndard. A més connecta les terminals de mercaderies de Can Tunis i el Morrot, fent arribar les mercaderies que venen pel corredor ferroviari de la línia Barcelona-Vilafranca i del corredor ferrovari del Vallès fins al port de Barcelona.

## Enllaços externs

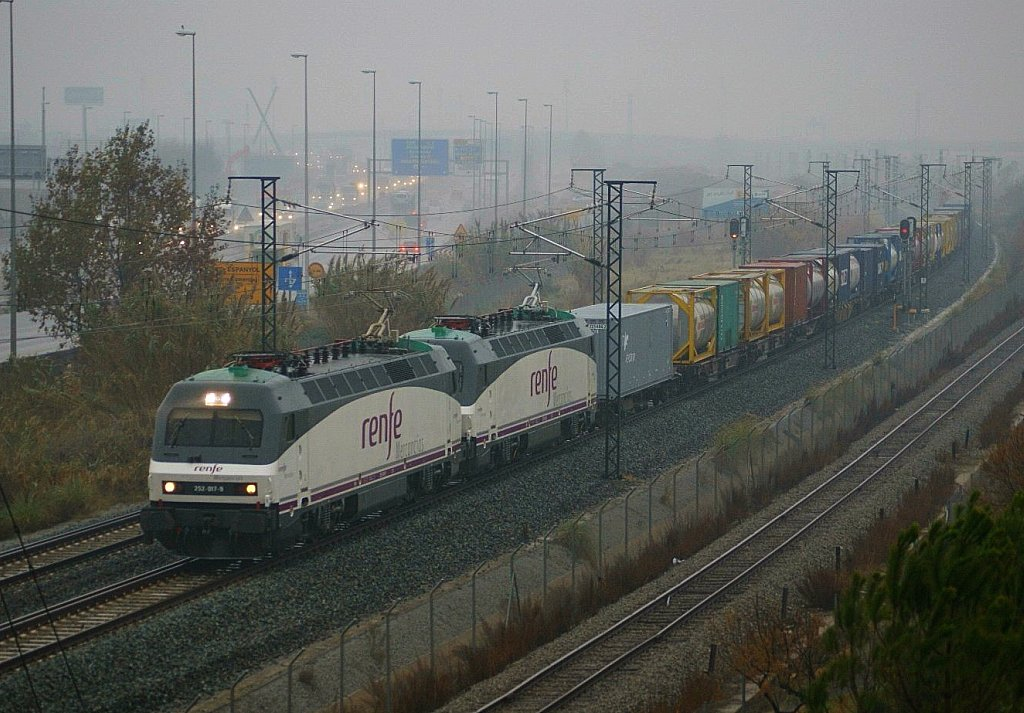
Ramal de mercaderies de Can Tunis a Cornellà de Llobregat: el primer viatge del Teco Barcelyon Express per línia d'ample UIC fins a la frontera Francesa, sense cap mena de dubte un dia històric. La tracció anava a càrrec de les locomotores Siemens 252.017 i 252.028. de Renfe Operadora.